# Beckingen
Beckingen là một đô thị thuộc huyện Merzig-Wadern, bang Saarland, Đức. Đô thị Beckingen có diện tích 51,63 km².Đô thị này tọa lạc/có cự ly Đô thị này nằm bên sông Saar, cự ly khoảng 7 km về phía đông nam của Merzig, và 30 km về phía tây bắc của Saarbrücken. Có một phế tích nhà ga tàu hỏa cũ. Có nhiều lễ hội vào mùa Hè ở đô thị này.